# Sorghastrum elliottii
Sorghastrum elliottii är en gräsart som först beskrevs av Charles Theodore Karl Theodor Mohr, och fick sitt nu gällande namn av George Valentine Nash. Sorghastrum elliottii ingår i släktet Sorghastrum och familjen gräs. Inga underarter finns listade i Catalogue of Life.